# Faza grupelor Ligii Campionilor 2021-2022
Faza grupelor Ligii Campionilor 2021–2022 a început pe 14 septembrie 2021 și s-a încheiat pe 8 decembrie 2021.

## Tragerea la sorți
Tragerea la sorți a avut loc în Istanbul, Turcia pe 26 august 2021, la ora 19:00 EEST.
Cele 32 de echipe au fost împărțite în opt grupe, de câte patru echipe, echipele din aceeași țară neputând fi extrase în aceeași grupă. Pentru extragere, echipele au fost împărțite în patru urne pe baza următoarelor principii:
- Urna 1 - câștigătoarea Ligii Campionilor din sezonul 2020–2021, câștigătoarea Europa League din sezonul 2020–2021 și campioanele primelor șase asociații, în funcție de coeficientul UEFA. Dacă una sau ambele câștigătoare ale celor două cupe europene sunt campioane în ierarhia uneia dintre asociațiile din top 6, campioanele următoarelor asociații (cele de pe locurile 7 și 8 sau doar cea de pe locul 7, în funcție de caz) din clasamentul coeficienților sunt, în schimb, plasate în urna 1.[3]
- Urnele 2, 3 și 4 - restul echipelor care nu s-au încadrat în criteriile necesare pentru a fi plasate în urna 1, au fost plasate în urnele 2, 3, 4, în funcție de coeficientul acumulat.

Pe 17 iulie 2014, comisia de urgență a UEFA a decis că cluburile ucrainene și ruse nu vor fi extrase unul împotriva celuilalt „până la o nouă notificare” din cauza tulburărilor politice dintre țări.
Mai mult decât atât, pentru asociațiile cu două sau mai multe echipe, echipele au fost împerecheate pentru a le împărți în două seturi de patru grupe (A-D, E-H) pentru acoperirea maximă a televiziunilor. Următoarele perechi au fost anunțate de UEFA după confirmarea echipelor din faza grupelor:
- A  Chelsea și Manchester City
- B  Atlético Madrid și Sevilla
- C  Inter Milano și Juventus
- D  Bayern München și Borussia Dortmund
- E  Lille și Paris Saint-Germain
- F  Real Madrid și Barcelona
- G  Manchester United și Liverpool
- H  Porto și Benfica
- I  Șahtar Donețk și Dinamo Kiev
- J  RB Leipzig și VfL Wolfsburg
- K  Atalanta și Milan

În fiecare zi de meci, un set de patru grupe a jucat meciurile marți, în timp ce celălalt set de patru grupe a jucat meciurile miercuri, cele două seturi de grupe alternând între fiecare zi de meci. Programul este următorul (articolul Regulamentelor 16.02):
| Meciurile | Data                  |
| --------- | --------------------- |
| Meciul 1  | 14–15 septembrie 2021 |
| Meciul 2  | 28–29 septembrie 2021 |
| Meciul 3  | 19–20 octombrie 2021  |
| Meciul 4  | 2–3 noiembrie 2021    |
| Meciul 5  | 23–24 noiembrie 2021  |
| Meciul 6  | 7–8 decembrie 2021    |

## Echipe
Mai jos se află echipele participante (cu coeficientul de club UEFA din 2021), grupate după urnele lor aferente. Acestea sunt:
| Urna 1 (după clasamentul asociației) - Chelsea CC: 98.000 - Villarreal CC: 63.000 - Atlético Madrid CC: 115.000 - Manchester City CC: 125.000 - Bayern München CC: 134.000 - Inter Milano CC: 53.000 - Lille CC: 14.000 - Sporting CP CC: 45.500 Urna 2 - Real Madrid CC: 127.000 - Barcelona CC: 122.000 - Juventus CC: 120.000 - Manchester United CC: 113.000 - Paris Saint-Germain CC: 113.000 - Liverpool CC: 101.000 - Sevilla CC: 98.000 - Borussia Dortmund CC: 90.000 | Urna 3 - Porto CC: 87.000 - Ajax CC: 82.500 - Șahtar Donețk CC: 79.000 - RB Leipzig CC: 66.000 - Salzburg CC: 59.000 - Benfica CC: 58.000 - Atalanta CC: 50.500 - Zenit Saint Petersburg CC: 50.000 Urna 4 - Beșiktaș CC: 49.000 - Dinamo Kiev CC: 47.000 - Club Brugge CC: 35.500 - Young Boys CC: 35.000 - Milan CC: 31.000 - Malmö FF CC: 18.500 - VfL Wolfsburg CC: 14.714 - Sheriff Tiraspol CC: 14.500 | ManchesterLiverpoolChelseaSalzburgBruggeYoung BoysPSGLilleWolfsburgDortmundBayernLeipzigJuventusAtalantaMilanoSheriffLisabonaPortoZenitBarcelonaMadridSevillaVillarrealMalmöBeșiktașAjaxDinamoȘahtarEchipele din Lisabona · Benfica Lisabona · Sporting Lisabona · Echipele din Madrid · Atlético Madrid · Real Madrid · Echipele din Manchester · Manchester City · Manchester United · Echipele din Milano · Inter Milano · Milan Locațiile echipelor din faza grupelor Ligii Campionilor 2021-2022. · Maro: Grupa A; Roșu: Grupa B; Portocaliu: Grupa C; Galben: Grupa D; · Verde: Grupa E; Albastru: Grupa F; Violet: Grupa G; Roz: Grupa H. |  |

## Grupe
Zilele de meci au fost 14-15 septembrie, 28-29 septembrie, 19-20 octombrie, 2-3 noiembrie, 23-24 noiembrie și 7-8 decembrie 2021. Orele de start ale meciurilor au fost 22:00 EEST, cu două meciuri în fiecare marți și miercuri programate pentru ora 19:45 EEST.

### Grupa A
| Loc                                                                                | Echipă          | Pct. | MJ | V | E | Î | GM | GP | DG  |  | MCI | PSG | LPZ | BRU |
| ---------------------------------------------------------------------------------- | --------------- | ---- | -- | - | - | - | -- | -- | --- |  | --- | --- | --- | --- |
| 1.                                                                                 | Manchester City | 12   | 6  | 4 | 0 | 2 | 18 | 10 | +8  |  | —   | 2–1 | 6–3 | 4–1 |
| 2.                                                                                 | PSG             | 11   | 6  | 3 | 2 | 1 | 13 | 8  | +5  |  | 2–0 | —   | 3–2 | 4–1 |
| 3.                                                                                 | RB Leipzig      | 7    | 6  | 2 | 1 | 3 | 15 | 14 | +1  |  | 2–1 | 2–2 | —   | 1–2 |
| 4.                                                                                 | Club Brugge     | 4    | 6  | 1 | 1 | 4 | 6  | 20 | −14 |  | 1–5 | 1–1 | 0–5 | —   |
| Legendă: Locurile 1, 2: Calificare în optimi Locul 3: Transferată în Europa League |                 |      |    |   |   |   |    |    |     |  |     |     |     |     |

### Grupa B
| Loc                                                                                | Echipă          | Pct. | MJ | V | E | Î | GM | GP | DG  |  | LIV | ATM | POR | MIL |
| ---------------------------------------------------------------------------------- | --------------- | ---- | -- | - | - | - | -- | -- | --- |  | --- | --- | --- | --- |
| 1.                                                                                 | Liverpool       | 18   | 6  | 6 | 0 | 0 | 17 | 6  | +11 |  | —   | 2–0 | 2–0 | 3–2 |
| 2.                                                                                 | Atlético Madrid | 7    | 6  | 2 | 1 | 3 | 7  | 8  | −1  |  | 2–3 | —   | 0–0 | 0–1 |
| 3.                                                                                 | Porto           | 5    | 6  | 1 | 2 | 3 | 4  | 11 | −7  |  | 1–5 | 1–3 | —   | 1–0 |
| 4.                                                                                 | Milan           | 4    | 6  | 1 | 1 | 4 | 6  | 9  | −3  |  | 1–2 | 1–2 | 1–1 | —   |
| Legendă: Locurile 1, 2: Calificare în optimi Locul 3: Transferată în Europa League |                 |      |    |   |   |   |    |    |     |  |     |     |     |     |

### Grupa C
| Loc                                                                                | Echipă   | Pct. | MJ | V | E | Î | GM | GP | DG  |  | AJX | SPO | DOR | BES |
| ---------------------------------------------------------------------------------- | -------- | ---- | -- | - | - | - | -- | -- | --- |  | --- | --- | --- | --- |
| 1.                                                                                 | Ajax     | 18   | 6  | 6 | 0 | 0 | 20 | 5  | +15 |  | —   | 4–2 | 4–0 | 2–0 |
| 2.                                                                                 | Sporting | 9    | 6  | 3 | 0 | 3 | 14 | 12 | +2  |  | 1–5 | —   | 3–1 | 4–0 |
| 3.                                                                                 | Dortmund | 9    | 6  | 3 | 0 | 3 | 10 | 11 | −1  |  | 1–3 | 1–0 | —   | 5–0 |
| 4.                                                                                 | Beșiktaș | 0    | 6  | 0 | 0 | 6 | 3  | 19 | −16 |  | 1–2 | 1–4 | 1–2 | —   |
| Legendă: Locurile 1, 2: Calificare în optimi Locul 3: Transferată în Europa League |          |      |    |   |   |   |    |    |     |  |     |     |     |     |

1. 1 2  Puncte în meciurile directe: Sporting CP 3, Borussia Dortmund 3. Diferență de goluri în meciurile directe: Sporting CP +1, Borussia Dortmund −1.

### Grupa D
| Loc                                                                                | Echipă           | Pct. | MJ | V | E | Î | GM | GP | DG  |  | RMA | INT | SHE | SHK |
| ---------------------------------------------------------------------------------- | ---------------- | ---- | -- | - | - | - | -- | -- | --- |  | --- | --- | --- | --- |
| 1.                                                                                 | Real Madrid      | 15   | 6  | 5 | 0 | 1 | 14 | 3  | +11 |  | —   | 2–0 | 1–2 | 2–1 |
| 2.                                                                                 | Inter Milano     | 10   | 6  | 3 | 1 | 2 | 8  | 5  | +3  |  | 0–1 | —   | 3–1 | 2–0 |
| 3.                                                                                 | Sheriff Tiraspol | 7    | 6  | 2 | 1 | 3 | 7  | 11 | −4  |  | 0–3 | 1–3 | —   | 2–0 |
| 4.                                                                                 | Șahtior Donețsk  | 2    | 6  | 0 | 2 | 4 | 2  | 12 | −10 |  | 0–5 | 0–0 | 1–1 | —   |
| Legendă: Locurile 1, 2: Calificare în optimi Locul 3: Transferată în Europa League |                  |      |    |   |   |   |    |    |     |  |     |     |     |     |

### Grupa E
| Loc                                                                                | Echipă      | Pct. | MJ | V | E | Î | GM | GP | DG  |  | BAY | BEN | BAR | DKV |
| ---------------------------------------------------------------------------------- | ----------- | ---- | -- | - | - | - | -- | -- | --- |  | --- | --- | --- | --- |
| 1.                                                                                 | Bayern      | 18   | 6  | 6 | 0 | 0 | 22 | 3  | +19 |  | —   | 5–2 | 3–0 | 5–0 |
| 2.                                                                                 | Benfica     | 8    | 6  | 2 | 2 | 2 | 7  | 9  | −2  |  | 0–4 | —   | 3–0 | 2–0 |
| 3.                                                                                 | Barcelona   | 7    | 6  | 2 | 1 | 3 | 2  | 9  | −7  |  | 0–3 | 0–0 | —   | 1–0 |
| 4.                                                                                 | Dinamo Kiev | 1    | 6  | 0 | 1 | 5 | 1  | 11 | −10 |  | 1–2 | 0–0 | 0–1 | —   |
| Legendă: Locurile 1, 2: Calificare în optimi Locul 3: Transferată în Europa League |             |      |    |   |   |   |    |    |     |  |     |     |     |     |

### Grupa F
| Loc                                                                                | Echipă            | Pct. | MJ | V | E | Î | GM | GP | DG |  | MUN | VIL | ATA | YB  |
| ---------------------------------------------------------------------------------- | ----------------- | ---- | -- | - | - | - | -- | -- | -- |  | --- | --- | --- | --- |
| 1.                                                                                 | Manchester United | 11   | 6  | 3 | 2 | 1 | 11 | 8  | +3 |  | —   | 2–1 | 3–2 | 1–1 |
| 2.                                                                                 | Villarreal        | 10   | 6  | 3 | 1 | 2 | 12 | 9  | +3 |  | 0–2 | —   | 2–2 | 2–0 |
| 3.                                                                                 | Atalanta          | 6    | 6  | 1 | 3 | 2 | 12 | 13 | −1 |  | 2–2 | 2–3 | —   | 1–0 |
| 4.                                                                                 | Young Boys        | 5    | 6  | 1 | 2 | 3 | 7  | 12 | −5 |  | 2–1 | 1–4 | 3–3 | —   |
| Legendă: Locurile 1, 2: Calificare în optimi Locul 3: Transferată în Europa League |                   |      |    |   |   |   |    |    |    |  |     |     |     |     |

### Grupa G
| Loc                                                                                | Echipă    | Pct. | MJ | V | E | Î | GM | GP | DG |  | LIL | SLZ | SEV | WOL |
| ---------------------------------------------------------------------------------- | --------- | ---- | -- | - | - | - | -- | -- | -- |  | --- | --- | --- | --- |
| 1.                                                                                 | Lille     | 11   | 6  | 3 | 2 | 1 | 7  | 4  | +3 |  | —   | 1–0 | 0–0 | 0–0 |
| 2.                                                                                 | Salzburg  | 10   | 6  | 3 | 1 | 2 | 8  | 6  | +2 |  | 2–1 | —   | 1–0 | 3–1 |
| 3.                                                                                 | Sevilla   | 6    | 6  | 1 | 3 | 2 | 5  | 5  | 0  |  | 1–2 | 1–1 | —   | 2–0 |
| 4.                                                                                 | Wolfsburg | 5    | 6  | 1 | 2 | 3 | 5  | 10 | −5 |  | 1–3 | 2–1 | 1–1 | —   |
| Legendă: Locurile 1, 2: Calificare în optimi Locul 3: Transferată în Europa League |           |      |    |   |   |   |    |    |    |  |     |     |     |     |

### Grupa H
| Loc                                                                                | Echipă   | Pct. | MJ | V | E | Î | GM | GP | DG  |  | JUV | CHE | ZEN | MAL |
| ---------------------------------------------------------------------------------- | -------- | ---- | -- | - | - | - | -- | -- | --- |  | --- | --- | --- | --- |
| 1.                                                                                 | Juventus | 15   | 6  | 5 | 0 | 1 | 10 | 6  | +4  |  | —   | 1–0 | 4–2 | 1–0 |
| 2.                                                                                 | Chelsea  | 13   | 6  | 4 | 1 | 1 | 13 | 4  | +9  |  | 4–0 | —   | 1–0 | 4–0 |
| 3.                                                                                 | Zenit    | 5    | 6  | 1 | 2 | 3 | 10 | 10 | 0   |  | 0–1 | 3–3 | —   | 4–0 |
| 4.                                                                                 | Malmö    | 1    | 6  | 0 | 1 | 5 | 1  | 14 | −13 |  | 0–3 | 0–1 | 1–1 | —   |
| Legendă: Locurile 1, 2: Calificare în optimi Locul 3: Transferată în Europa League |          |      |    |   |   |   |    |    |     |  |     |     |     |     |